# 奥尔姆 (索恩-卢瓦尔省)
奥尔姆（法語：Ormes，法語發音：[ɔʁm]）是法国索恩-卢瓦尔省的一个市镇，属于卢昂区。

## 地理
奥尔姆（46°37'59"N, 4°57'53"E）面积9.8 平方千米，位于法国勃艮第-弗朗什-孔泰大區索恩-卢瓦尔省，该省份为法国中部省份，北起顺时针与科多尔省、汝拉省、安省、罗讷省、卢瓦尔省、阿列省和涅夫勒省接壤。
与奥尔姆接壤的市镇（或旧市镇、城区）包括：圣日耳曼迪普兰、博德里耶尔、布瓦耶、索恩河畔日尼、锡芒德尔。

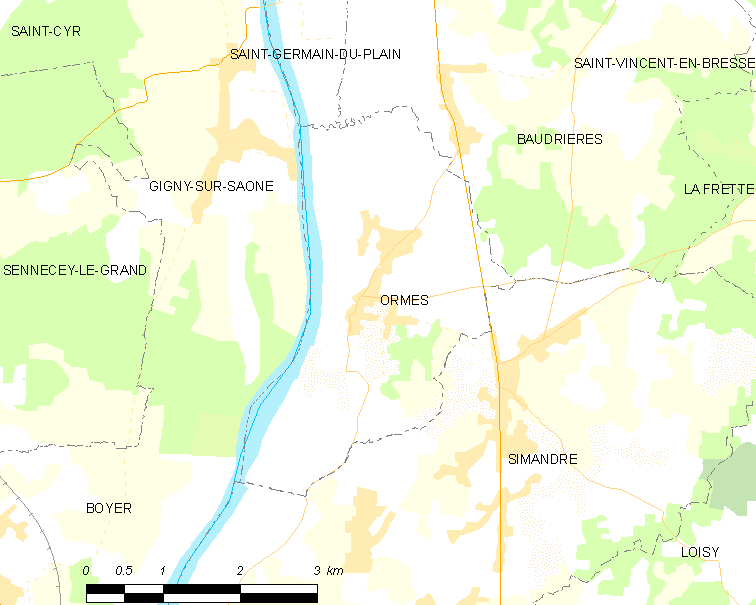
的OSM定位图

奥尔姆的时区为UTC+01:00、UTC+02:00（夏令时）。

## 行政
奥尔姆的邮政编码为71290，INSEE市镇编码为71332。

## 政治
奥尔姆所属的省级选区为屈索县。

## 人口

1962-2008年间人口变化图示

奥尔姆于2022年1月1日时的人口数量为493人。